# Farmaci oppioidi
I farmaci oppioidi sono farmaci analgesici basati sugli oppioidi, principi attivi farmacologici derivati dell'oppio (sostanza derivata dalla lavorazione del papavero da oppio), usati soprattutto nella cura del dolore.
Tra gli oppioidi usati come analgesici vi sono la morfina, la codeina, il tramadolo, il tapentadolo, l'ossicodone, l'idrocodone, il fentanyl, l'ossimorfone, l'idromorfone, la buprenorfina; anche l'eroina (poi divenuta una delle più note droghe di abuso) e il metadone (utilizzato, per i suoi minori effetti collaterali, per la terapia sostitutiva dell'eroina) erano stati sviluppati in origine con la funzione di oppioidi analgesici.
Gli "agonisti parziali" sono farmaci in grado sia di legarsi al recettore con efficacia bassa, sia di antagonizzare l'effetto degli agonisti forti.

## Meccanismo d'azione
I recettori oppioidi furono scoperti intorno agli anni '70 del XX secolo, perché si osservarono nell'organismo umano recettori atti a legare gli oppioidi endogeni, quali encefaline ed endorfine. Questi svolgono svariate funzioni, che servono a mediare le risposte interne come esterne. Le sostanze esogene, come i farmaci, mimano e sfruttano questo meccanismo per indurre la risposta fisiologica degli oppioidi.

### Recettori oppioidi

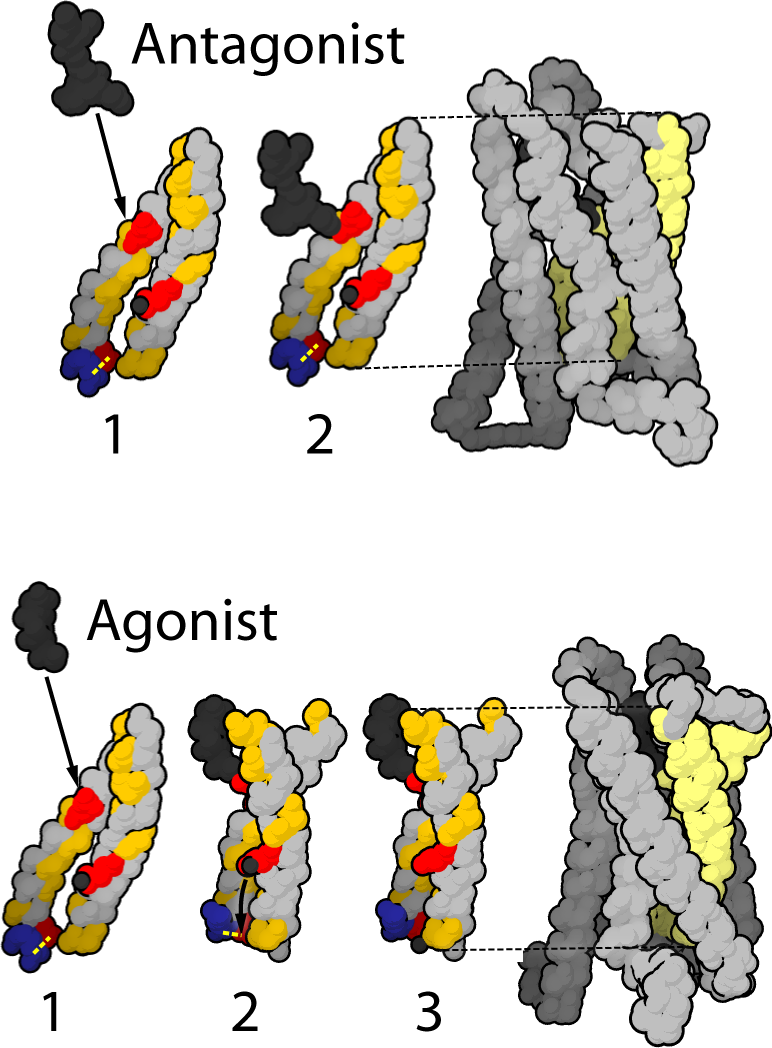
Cambiamenti nella configurazione del recettore μ in seguito al legame del ligando

La classificazione dei vari analgesici si contraddistingue per l'azione sui vari recettori; il fatto di avere degli agonisti forti sul recettore μ indica avere un'attività analgesica forte. L'azione elevata è dovuta alla capacità di agire in vari punti anatomico-funzionali della trasmissione del dolore dove sono presenti i recettori μ.
Osservando la fibra sensitiva dolorifica si può vedere come i recettori μ si trovino in 3 sedi distinte:
- Terminazione periferica: dove modulano in modo negativo l'afferenza sensoriale dolorifica;
- Membrana pre-sinaptica: dove inibiscono l'ingresso di calcio, in modo da evitare la fusione delle vescicole del neurotrasmettitore con inibizione quindi della trasmissione dolorifica;
- Terminazione post-sinaptica: dove facilitano l'uscita del potassio, riducendo l'eccitabilità della membrana.

La fibra sensitiva termina a livello delle corna dorsali del midollo. Le vie dolorifiche poi ascendono e contraggono sinapsi a livello del bulbo, ponte e a livello talamico, dove il dolore viene rilevato permettendo una risposta riflessa/ancestrale (risposta di attacco/fuga). Dal talamo una via raggiunge la corteccia dove avviene l'elaborazione cosciente (con sviluppo della coscienza e della memoria del dolore).
Lungo queste vie sono presenti recettori degli oppioidi che hanno il fine di modulare la stimolazione dolorifica.
Sono poi presenti vie discendenti che agiscono come filtro delle vie ascendenti. Utilizzando informazioni provenienti da aree corticali le vie discendenti inibiscono o limitano gli stimoli dolorifici ascendenti che non richiedono una risposta riflessa/condizionata. Anche in queste vie è interessato il sistema degli oppioidi endogeni, ma in questo caso all'attivazione del recettore μ viene inibito il rilascio di GABA, andando quindi a potenziare la via discendente stessa.
| Recettore | Effetti | Affinità maggiore per i peptidi oppioidi endogeni |
| --------- | --- | ------------------------------------------------- |
| μ         | Analgesia, sedazione, inibizione della respirazione, rallentamento del transito gastro-intestinale, modulazione del rilascio di ormoni e neurotrasmettitori. | Endorfina                                         |
| δ         | Modulazione del rilascio di ormoni e neurotrasmettitori. | Encefaline                                        |
| κ         | Analgesia, effetti psicotomimetici | Dinorfine                                         |

### Effetti
- Analgesia: soppressione del dolore con un buon controllo anche della componente affettiva (per azione livello della corteccia) del dolore stesso;
- Euforia;
- Depressione respiratoria: può portare ad inibizione del centro respiratorio;
- Depressione del riflesso della tosse;
- Miosi;
- Nausea e vomito;
- Ridotta motilità intestinale: può portare a costipazione;
- Liberazione di istamina: ne consegue broncocostrizione ed ipotensione.

### Tolleranza
I meccanismi di tolleranza sono strettamente correlati alle modificazioni molecolari indotte dal legame tra recettore ed oppioide.
Il recettore μ viene fosforilato dopo il legame dell'agonista. si innesca quindi un processo di endocitosi del recettore, ovvero viene preso ed internalizzato dalla cellula, portando in acuto ad una riduzione del recettore in membrana. L'endocitosi può avere due conseguenze: 
- il recettore viene degradato (tolleranza che durerà nel tempo);
- il recettore viene defosforilato e quindi è pronto per essere nuovamente traslocato in membrana per legare l'agonista (tolleranza di breve durata).

E' importante ricordare che non tutti i recettori vanno ugualmente incontro a internalizzazione e che gli agonisti a bassa efficacia inducono attivazione ma non internalizzazione.
Osservando gli effetti a lungo termine emerge che, in seguito a riduzione e distruzione dei recettori per la morfina, i neuroni ed i circuiti ad essi collegati entrano in uno stato di alterazione e quindi vengono messi in atto dei meccanismi di compensazione. Le modifiche sono a livello del segnale, della trascrizione genica e della sintesi di nuove proteine. Tutte queste alterazioni si ripercuotono a livello nucleare, con fenomeni conseguenti di lunga durata. Tutto questo porterà ad un aumento della tolleranza, alla riduzione della finestra terapeutica, al persistere di dosaggi elevati e a modifiche non più unicamente del neurone ma ad un impatto sul sistema neuro-endogeno.

## Potenza degli oppioidi
| Tipologia         | Farmaci                             |
| ----------------- | ----------------------------------- |
| Agonisti medi     | Codeina                             |
| Agonisti parziali | Buprenorfina                        |
| Agonisti forti    | Morfina, Eroina, Fentanyl, Metadone |
| Antagonisti       | Naloxone, Naltrexone                |
| Altri             | Tramadolo, Tapentadolo              |

I diversi composti oppioidi possono essere suddivisi, sulla base della loro capacità di determinare una minore o maggiore analgesia, in oppioidi forti e oppioidi deboli. Tutti gli oppioidi forti hanno una capacità analgesica superiore a quella della morfina, considerata l'oppioide di riferimento; l'opposto accade per gli oppioidi deboli. 
Quando si passa da un tipo di oppioide ad un altro, ad esempio perché si deve modificare la modalità di somministrazione di un farmaco (che potrebbe non essere disponibile in cerotto o fiale), il medico deve prima trovare il cosiddetto "dosaggio equivalente" del nuovo medicinale, basandosi sul principio attivo e sul dosaggio attualmente assunto dal paziente. In letteratura medica esistono molti grafici di "equianalgesia", poi tradotti in comodi regoli che permettono con grande facilità di trovare il giusto dosaggio teorico passando da un principio attivo ad un altro. 
La distinzione tra oppioidi deboli e forti è stata in parte superata dalla scala analgesica proposta dall'OMS: l'Organizzazione Mondiale della Sanità propone di dividere gli oppioidi in quelli utilizzabili per il dolore lieve-moderato da quelli che sono utilizzabili per il dolore moderato-severo. Nel primo gruppo rientrano molecole come codeina o diidrocodeina. Queste sostanze si caratterizzano per un effetto plateau e sono spesso usate in associazione con analgesici non oppioidi (ad esempio paracetamolo); nel secondo gruppo (dolore moderato-severo) l'oppioide più utilizzato è certamente la morfina. Altre sostanze utilizzabili includono fentanyl, metadone e petidina.

## Uso
Nell'ambito della terapia del dolore, gli antidolorifici oppiacei sono considerati analgesici particolarmente potenti ed efficaci, e sono utilizzati nella pratica clinica per la gestione di una vasta tipologia di algie di intensità medio-alta, sia acute che croniche. Esplicano la loro azione farmacologica a livello del sistema nervoso centrale agendo sui recettori oppiacei del cervello e del midollo spinale.
Anche se gli analgesici oppioidi sono tra i più potenti farmaci antidolorifici esistenti, e sono spesso essenziali per la gestione del dolore cronico oncologico (e degli altri dolori di elevata intensità poco rispondenti agli analgesici più blandi, come i FANS), la loro vendita è soggetta a particolari vincoli e il loro uso deve essere effettuato esclusivamente sotto stretto controllo medico, per i rischi connessi a un uso improprio e prolungato; infatti, gli oppioidi sono considerati farmaci sicuri ed efficaci se assunti in maniera corretta secondo le indicazioni di uno specialista (e proprio per questo hanno "rivoluzionato" la terapia del dolore, permettendo il controllo efficace di stati algici altrimenti ingestibili), ma, se assunti in maniera incongrua, tendono a indurre forme di dipendenza fisica e psichica di difficile gestione.

### Dolore
Gli oppioidi sono stati a lungo utilizzati per trattare il dolore acuto (come ad esempio il dolore post-operatorio). Risultano estremamente preziosi nei trattamenti propri delle cure palliative, in particolare per alleviare il dolore grave, cronico, invalidante che si sviluppa in condizioni terminali di vita, come nei soggetti affetti da cancro all'ultimo stadio, così come in determinate condizioni degenerative, quale ad esempio l'artrite reumatoide.
Anche se di estrema utilità gli oppioidi dovrebbero essere usati con cautela nel dolore non-oncologico cronico.
Non è sempre necessario ricorrere ad alti dosaggi per controllare il dolore presente in un tumore in fase avanzata o allo stadio terminale. Sfortunatamente quasi invariabilmente si può verificare il fenomeno della tolleranza, ovvero di una reazione fisica che rende l'organismo meno sensibile alla stessa dose di analgesico ed altri effetti degli oppioidi.
Le condizioni del paziente oncologico possono stabilizzarsi per molti mesi alla volta, oppure variare anche rapidamente: a seconda della gravità del dolore, che varia, può rendersi necessario variare il dosaggio degli oppioidi. Nonostante il fatto che gli oppioidi presentino il fenomeno della tolleranza, essi restano certamente un presidio ed una strategia di cura molto efficace nei pazienti affetti da dolore cronico da cancro.
In alcuni paesi in anni recenti si è diffuso l'impiego degli oppioidi nel trattamento di diversi tipi di condizioni di dolore cronico non neoplastico. Questa pratica, in molti casi scientificamente corretta, espone a crescenti problemi di dipendenza ed abuso.
Un utilizzo particolare consiste nell'associazione di un oppioide e di un neurolettico (ad esempio droperidolo), che può produrre uno Stato di sedazione moderata ed analgesia: questa associazione prende il nome di neuroleptoanalgesia.
Tra i farmaci oppioidi ad azione centrale si ricorda la morfina, la petidina, la buprenorfina, il butorfanolo, il fentanyl, il sufentanil, l'etorfina, l'ossicodone e l'idromorfone, inizialmente distribuito solo negli USA e a partire dal 2007 commercializzato anche in Italia, considerata la molecola più potente di questa classe di farmaci.

### Anestesia
Gli oppioidi sono spesso utilizzati in ambito anestesiologico: sia in fase di premedicazione, che nell'induzione o mantenimento dell'anestesia. In ogni caso l'utilizzo più frequente resta quello di rinforzo ai deboli effetti analgesici degli anestetici. Agli oppioidi si ricorre spesso prima di un'operazione chirurgica, come premedicazione, con il fine di ridurre l'ansia, oppure per facilitare l'induzione dell'anestesia (ovvero il passaggio dallo stato di vigilanza alla perdita di conoscenza) in associazione a farmaci come tiopentale o propofol, ed infine per ridurre le quantità necessarie di anestetici, ma soprattutto per fornire sollievo dal dolore postoperatorio. In anestesia piuttosto che la morfina, dotata di una durata d'azione troppo lunga, si tendono a preferire altre sostanze a durata d'azione più breve che l'anestesista può controllare meglio permettendo al paziente un risveglio più facile (ad esempio fentanyl, sufentanil e remifentanil). Nell'anestesia bilanciata sono spesso utilizzati in associazione ad anestetici e bloccanti neuromuscolari. Sempre in ambito anestesiologico e rianimatorio è necessario ricordare l'utilizzo di alcuni oppioidi per determinare analgesia, sedazione e soppressione degli stimoli respiratori nei pazienti che si trovano in ventilazione meccanica assistita.

### Tosse
Il principale campo di applicazione degli oppioidi, come ricordato, è quello analgesico, segnatamente l'analgesia centrale. I progressi nel campo della ricerca farmacologica hanno permesso di operare modifiche su alcune sostanze oppioidi rendendole incapaci di oltrepassare la barriera emato-encefalica e sfruttandone in questo modo gli effetti periferici, senza alcuna manifestazione degli effetti centrali. È questo il caso del destrometorfano, uno stereoisomero destrogiro del 3-metossi levorfanolo. Questa sostanza è dotata di un'azione depressiva sui centri della tosse situati nel midollo spinale e causa un innalzamento della soglia di comparsa. Anche la folcodina agisce in parte per depressione dei centri tussivi midollari. Molti altri oppioidi (codeina, idrocodone, idromorfone) sono utilizzati come antitussigeni, sfruttando l'azione sedativa specifica di queste molecole sul centro della tosse, situato nel tronco cerebrale, riducendo la frequenza e l'intensità degli accessi di tosse. Nei pazienti oncologici in fase terminale di malattia per la tosse intrattabile si può comunque ricorrere alla morfina. Esistono segnalazioni di utilizzo del metadone con questo scopo, tuttavia si preferisce evitare il ricorso a questa molecola per la sua lunga durata d'azione e la tendenza ad accumularsi.

### Dispnea
Gli oppioidi possono essere utilmente impiegati in alcune forme di dispnea, ed in particolare nella difficoltà respiratoria associata a grave insufficienza ventricolare sinistra, edema polmonare acuto, o neoplasie polmonari maligne. I medici e sanitari che si occupano di cure palliative raccomandano il ricorso agli oppioidi in pazienti affetti da dispnea grave e resistente ad altri trattamenti (compreso l'ossigeno che spesso riduce la dispnea anche in pazienti che pure non sono ipossici). Un caso particolare è rappresentato da soggetti affetti da malattia ostruttiva delle vie aeree (ad esempio asma bronchiale o broncopneumopatia cronica ostruttiva) nei quali l'uso degli oppioidi non è generalmente consigliato, oppure vi si fa ricorso con estrema cautela. Nei paesi europei morfina e diamorfina, cui si affiancano diidrocodeina, idrocodone e ossimorfone, sono verosimilmente gli oppioidi più comunemente utilizzati con questa indicazione. Non tutti gli oppioidi sembrano comunque utilizzabili per questo scopo. Molti oppioidi, compresa morfina, idromorfone o fentanyl possono essere somministrati anche per inalazione, sotto forma nebulizzata, ma non è ancora completamente chiarito se essi siano realmente efficaci.

### Diarrea
Molte preparazioni antidiarroiche contengono codeina, morfina o altri oppioidi e vengono normalmente utilizzate come coadiuvanti nel trattamento della diarrea acuta. Queste molecole agiscono rallentando selettivamente la motilità intestinale, inibendo la peristalsi, agendo direttamente sulla muscolatura liscia longitudinale e circolare della parete dell'intestino.
Loperamide è un agonista dei recettori oppioidi, quasi del tutto priva di attività sul sistema nervoso centrale, che presenta un'elevata affinità per la classe μ (MOR, OP3, recettore μ mu), in particolare per i recettori situati nel plesso mioenterico, utilizzata proprio con fini antidiarroici.
L'Organizzazione Mondiale della Sanità ritiene che questo tipo di terapia farmacologica abbia un valore limitato, e gli preferisce la terapia reidratante per bocca. Va ricordato che gli oppioidi sono controindicati in età pediatrica, particolarmente nei bambini molto piccoli, e che non vi si deve ricorrere in condizioni in cui è controindicata l'inibizione della peristalsi, ovvero la subocclusione intestinale o le condizioni diarroiche associate a colite ulcerosa o colite da antibiotici.

### Trattamento della dipendenza da oppioidi
Metadone e buprenorfina sono le molecole principalmente utilizzate nel trattamento della dipendenza da oppioidi. Una dipendenza da oppiacei iatrogena può verificarsi in soggetti trattati con agonisti come la morfina, fentanyl, petidina od altre sostanze per il controllo del dolore acuto o durante una degenza (superiore a 5-10 giorni) in reparti di terapia intensiva. Il trattamento di disintossicazione può essere effettuato con gradualità o rapidità. In molte nazioni il trattamento preferito consiste nella sostituzione dell'oppioide da cui si dipende con il metadone (un agonista oppioide) somministrato come sciroppo orale, quindi gradualmente scalato, sulla base dei progressi del paziente.
Il metadone è una molecola che si presta al trattamento sostitutivo perché può essere somministrato per via orale, non determina effetti euforizzanti, e la sua farmacocinetica, principalmente la lunga emivita, ne permette l'uso una sola volta al giorno.
Anche la diidrocodeina in compresse è stata utilizzata con successo. L'oppioide agonista parziale buprenorfina, per via sublinguale, è una possibile alternativa al metadone nel trattamento della dipendenza da oppiacei. Buprenorfina presenta il vantaggio di dare luogo ad una sintomatologia astinenzale più breve e di più facile risoluzione rispetto al metadone, allorché venga discontinuata, ma non deve essere utilizzata in pazienti pesantemente dipendenti, potendo dar luogo ad una grave sindrome di astinenza. Nei pazienti fisicamente dipendenti (ma non tossicodipendenti o tossicomani), lo svezzamento graduale può essere effettuato utilizzando lo stesso oppioide che ha determinato la dipendenza, anche se in alcuni casi può essere necessario passare ad un oppioide differente, con un diverso profilo farmacologico.

## Vie di somministrazione
Sul mercato esistono vari tipi di farmaci oppioidi, che si differenziano per potenza, durata d'azione e modo di somministrazione. Per quanto attiene all'utilizzo dei farmaci analgesici nel dolore neoplastico (terapia del dolore), l'OMS consiglia di preferire, ogni qualvolta sia possibile, la via di somministrazione orale e l'impiego di pochi farmaci. Solo in una minoranza di casi, non responsiva alla morfina per bocca, può rivelarsi utile cambiare principio attivo oppure prendere in considerazione una via di somministrazione alternativa. Le alternative alla via orale sono:
- Via rettale: alternativa molto semplice, facilmente praticabile, gravata dalla imprevidibilità dell'assorbimento, che varia da individuo ad individuo. In commercio esistono preparati in forma farmacologica di supposte oppure di microclismi. La morfina è disponibile in entrambe le forme, ossicodone ed idrocodone solo come microclismi.[6][7]
- Via sublinguale e buccale: anche questa una alternativa valida e di facile attuazione per quanti non tollerano compresse o capsule per os. Il farmaco viene posto sotto la lingua (via sublinguale), oppure tra gengive e guance o labbra. L'assorbimento nel circolo sistemico è demandato alla rete linfatica ed ematica, estremamente sviluppata, presente in queste regioni mucose. In letteratura medica alcuni studi di farmacocinetica su pazienti oncologici e volontari sani non hanno evidenziato marcate differenze di biodisponibilità della morfina tra la via orale e la sublinguale/buccale.[8][9]
- Via transdermica: è una modalità di assunzione semplice e sicura, e per questo motivo considerata una alternativa valida e conveniente per tutti i soggetti che richiedono una via di somministrazione diversa rispetto a quella orale. Non tutte le molecole oppioidi si adattano a questa via: morfina non può essere utilizzata per via transdermica mentre fentanyl, da un punto di vista fisico-chimico, presenta ottime caratteristiche per l'utilizzo di questa modalità terapeutica. Fentanyl per via transdermica è decisamente utile in quei soggetti con dolore cronico stabilizzato, che non tollerano la morfina o la somministrazione orale di altre molecole. Studi che confrontavano morfina per os versus fentanyl cerotto transdermico hanno messo in evidenza come l'efficacia analgesica sia sovrapponibile e come i pazienti tendano spesso a preferire la terapia con il cerotto.[10][11][12]
- Via endovenosa: l'infusione endovenosa continua di un oppioide garantisce concentrazioni plasmatiche costanti e riduce sia i possibili effetti collaterali dovuti a picchi di concentrazione (ad esempio sonnolenza e nausea) che quelli legati a concentrazioni di "valle" (troppo basse) consistenti sostanzialmente in una riacutizzazione della sintomatologia dolorosa e dell'angoscia. Sfortunatamente per la necessità di mantenere un accesso venoso continuo un ambiente extraospedaliero, o comunque non di tipo protetto, si presta poco ad un simile trattamento.
- Via sottocutanea: l'infusione continua per questa via comporta una biodisponibilità degli oppioidi del tutto sovrapponibile alla via endovenosa e permette di non affrontare i problemi di sovradosaggio o sottodosaggio già segnalati. In commercio sono disponibili pompe di vario genere.

## Tossicità ed effetti collaterali
Tra gli effetti collaterali, oltre al rischio di dipendenza per gli usi incontrollati e al rischio di tossicità per l'assunzioni di dose incongruamente elevate (con induzione di stati di confusione e quadri di depressione respiratoria che richiedono immediata assistenza medica), sono frequenti sintomi di stitichezza, nausea e reazioni dermatologiche.
Gli effetti collaterali riscontrabili sono pertanto:
- Disturbo paradosso del SNC;
- Stipsi;
- Nausea e vomito;
- Ipotensione posturale;
- Prurito ed orticaria;
- Ritenzione urinaria;
- Aumento della pressione endocranica;
- Depressione respiratoria.

Alle dosi abitualmente utilizzate le reazioni avverse più comuni nei soggetti che assumono oppioidi a scopo analgesico consistono in nausea e vomito, sonnolenza e confusione mentale, prurito, miosi e costipazione. La gran parte dei pazienti con l'utilizzo cronico dell'oppioide viene a sviluppare tolleranza nei confronti di quasi tutti i sopracitati effetti, con l'eccezione della stipsi.
In alcuni pazienti si può riscontrare una minzione difficoltosa, oppure spasmi ureterali. È stato segnalato anche un effetto antidiuretico e ritenzione urinaria. Gli spasmi possono coinvolgere anche le vie biliari e quest'ultima evenienza può comportare disturbi della funzionalità epatica con incremento degli enzimi epatici, particolarmente AST ed ALT.
Nei pazienti che ancora conservano un minimo di autonomia funzionale e restano deambulanti è più frequente si verifichino altri disturbi quali secchezza delle fauci, sensazioni vertiginose, cefalea associata o meno a vampate di calore, sudorazione copiosa, rigidità muscolare. Spesso i soggetti in trattamento accusano disturbi del ritmo cardiaco che vanno dalla semplice sensazione di cardiopalmo (palpitazioni), fino alla tachicardia oppure al suo opposto, la bradicardia. Qualche paziente può sperimentare anche ipotensione ortostatica. Altre reazioni avverse infrequenti nei pazienti che assumono oppioidi per lenire il dolore sono ipotermia, rigidità muscolare, mioclono (in genere solo in seguito ad alti dosaggi), orticaria nonché disturbi della sfera sessuale (diminuzione della libido o della potenza sessuale, disfunzione erettile).
Nei soggetti in trattamento possono verificarsi, oltre a confusione mentale e tendenza all'assopimento, altri disturbi di tipo psichiatrico quali irrequietezza, agitazione psicomotoria, cambiamenti di umore, allucinazioni, delirio. La dermatite da contatto, il dolore e l'irritazione locale in sede di iniezione sono state riportate raramente. Ancora più raro il verificarsi di reazioni di tipo anafilattico, quasi sempre a seguito di somministrazione endovenosa.
Iperalgesia indotta da oppioidi è una reazione di tipo paradosso che è osservabile in una minoranza di pazienti in trattamento. Alcuni individui che utilizzano oppiacei per alleviare un dolore moderato o severo potrebbero paradossalmente avvertire molto più dolore dopo il ricorso all'analgesico oppioide. Questo fenomeno, anche se raro, è documentabile in alcuni pazienti cure palliative e tende a verificarsi più spesso quando il dosaggio dell'oppioide viene aumentato troppo rapidamente.
È stato osservato che la soluzione a questa reazione paradossa consiste semplicemente nell'effettuare una rotazione tra diversi analgesici oppioidi fino a determinare una riduzione oppure la scomparsa del fenomeno dell'iperalgesia.

## Legislazione

### In Italia
L'uso degli antidolorifici oppiacei, anche in Italia, in anni recenti ha iniziato ad affermarsi sempre di più, soprattutto nell'ambito delle terapie intensive, dei reparti chirurgici e di quelli oncologici (e, ovviamente, nei reparti di terapia del dolore e cure palliative, oltre che negli hospice); a questo hanno contribuito una maggiore diffusione della "cultura della terapia del dolore" nella classe medica, la semplificazione dei vincoli burocratici per la vendita e l'uso degli stessi da parte del Ministero della salute, e una maggiore comprensione scientifica e clinica delle loro migliori modalità di gestione al fine di ridurre il rischio di dipendenza.
Il 15 marzo 2010 è stato firmato l'atto normativo, pubblicato in Gazzetta Ufficiale il 19 marzo 2010 che sancisce il diritto per tutti i cittadini di essere curati per la malattia dolore. In particolare, gli articoli che illustrano i diritti e gli strumenti dei cittadini sono:
- L'articolo 1 dichiara il diritto del cittadino ad accedere alle cure palliative e alla terapia del dolore.[25]
- L'articolo 7 stabilisce l'obbligo di riportare la rilevazione del dolore all'interno della cartella clinica.[25] Secondo questo articolo è obbligatorio non solo misurare il dolore e prescrivere un trattamento, ma è indispensabile verificare che la terapia prescritta porti dei benefici antalgici per il paziente, altrimenti deve essere opportunamente adeguata. In termini pratici, questo vuol dire misurare il dolore con un'opportuna scala, verificare che il dolore si sia ridotto rispetto alla misurazione precedente, secondo i tempi dettati dal tipo di farmaco prescelto, e che nel giro di pochi giorni il dolore si sia stabilizzato e risulti ben controllato. Se questo non accade, è necessario avvisare il medico e farsi prescrivere una terapia più adeguata.[25]